# Negaprion
Genre
Synonymes
- Hemigaleops Schultz & Welander, 1953
- Mystidens Whitley, 1944

Negaprion est un genre de requins de la famille des Carcharhinidae.

## Liste des espèces
Selon FishBase (25 mai 2016), World Register of Marine Species (25 mai 2016) et ITIS (25 mai 2016) : 
- Negaprion acutidens (Rüppell, 1837) - Requin limon faucille
- Negaprion brevirostris (Poey, 1868) - Requin citron
- †Negaprion kraussi (Probst, 1878)

† = espèce éteinte

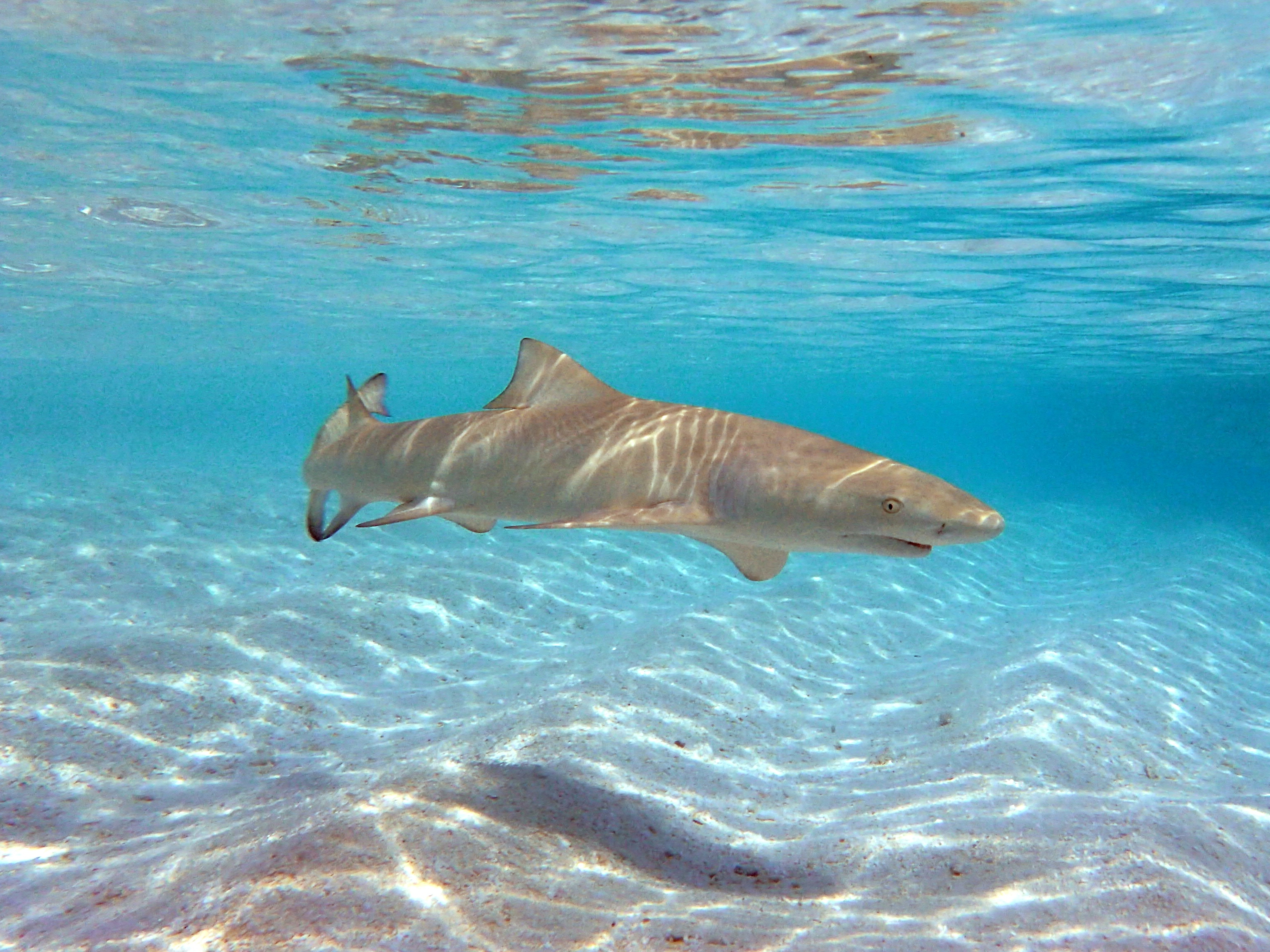
Negaprion acutidens
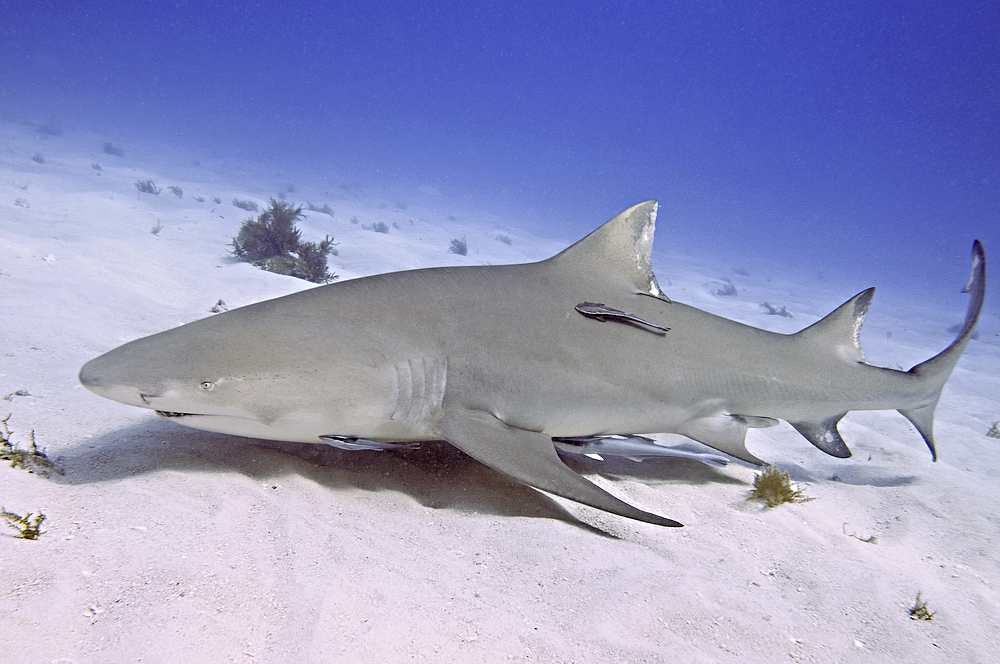
Negaprion brevirostris